# Porcelana Futebol Clube
Il Porcelana Futebol Clube è una società calcistica angolana con sede nella città di N'dalatando (inclusa nel municipalità di Cazengo).

## Storia
Il club ha iniziato la sua attività partecipando al campionato regionale della Provincia di Cuanza Nord, nel 2009 ha ottenuto la qualificazione alla seconda divisione nazionale (Girangola).
Al termine della stagione 2012 la squadra è stata promossa, per la prima volta nella sua storia, nella Girabola, la massima divisione nazionale. Il Porcelana FC ha chiuso l'annata al primo posto della classifica del Gruppo A della seconda serie, inoltre ha conquistato il titolo nazionale della seconda divisione battendo per 2-1 in finale il Desportivo Huíla (primo classificato nel Gruppo B).
Il club ha vinto la sua prima partita nella massima divisione il 13 marzo 2013 battendo per 2-0 il Petro Atlético di Luanda nella quarta giornata della Girabola 2013.

## Palmarès
- Girangola: 2

2012, 2022

## Organico

### Rosa 2013
| N. |                   | Ruolo | Calciatore |
| -- | ----------------- | ----- | ---------- |
|    | Angola (bandiera) | P     | Leo        |
|    | Angola (bandiera) | P     | Nocas      |
|    | Angola (bandiera) | D     | Miro       |
|    | Angola (bandiera) | D     | Carlão     |
|    | Angola (bandiera) | D     | Pedrinha   |
|    | Angola (bandiera) | D     | Dino       |
|    | Angola (bandiera) | D     | Stória     |
|    | Angola (bandiera) | D     | Mutanjii   |
|    | Angola (bandiera) | D     | Cipriano   |
|    | Angola (bandiera) | D     | Yuri       |
|    | Angola (bandiera) | D     | Bráulio    |
|    | Angola (bandiera) | D     | Makuntima  |
|    | Angola (bandiera) | C     | Oseias     |
|    | Angola (bandiera) | C     | Baresi     |
|    | Angola (bandiera) | C     | Maninho    |

| N. |                   | Ruolo | Calciatore           |
| -- | ----------------- | ----- | -------------------- |
|    | Guinea (bandiera) | C     | Ibrahima Sory Camará |
|    | Angola (bandiera) | C     | Nandinho             |
|    | Angola (bandiera) | C     | Mano Mano            |
|    | Angola (bandiera) | C     | Eliseu               |
|    | Angola (bandiera) | C     | Dedé                 |
|    | Angola (bandiera) | C     | Severino             |
|    | Angola (bandiera) | C     | Catongo              |
|    | Angola (bandiera) | C     | Kikas (capitano)     |
|    | Angola (bandiera) | A     | Laucha               |
|    | Angola (bandiera) | A     | Rolf Pereira         |
|    | Guinea (bandiera) | A     | Ibrahima Sory Fofaná |
|    | Angola (bandiera) | A     | Simba                |
|    | Angola (bandiera) | A     | Bebucho              |
|    | Angola (bandiera) | A     | Dewiwi               |

### Staff tecnico
- Manuel Abreu Pereira da Silva - Presidente[11]
- Adolfo Aparicio - Vicepresidente[12]
- Joaquim Fernando Finda "Mozer" - Allenatore
- Castro João Domingos - Preparatore atletico[13]
- Francisco João Neto - Massaggiatore[13]